# Tun Abdul Razak
Abdul Razak bin Hussein, född 11 mars 1922, död 14 januari 1976, var en malaysisk politiker.
Abdul Razak blev som ung jurist en av ledarna för självständighetskampen mot Storbritannien 1957. Under sin tid som politiker bidrog han starkt till Malaysias ekonomiska utveckling, främst inom jordbruket. Som landets premiärminister 1970–1976 förde han en alliansfri politik.